# NGC 970
NGC 970 is een spiraalvormig sterrenstelsel in het sterrenbeeld Driehoek. Het hemelobject werd op 4 september 1850 ontdekt door de Ierse astronoom William Parsons.

## Synoniemen
- PGC 9786
- MCG 5-7-9
- ZWG 505.11